# Filip Ďuriš
Filip Ďuriš (* 28. března 1995, Bratislava) je slovenský fotbalový útočník a bývalý mládežnický reprezentant, od ledna 2018 působící v rakouském mužstvu SV Haitzendorf. Mimo Slovensko působil na klubové úrovni ve Slovinsku. Nastupuje na hrotu útoku.

## Klubová kariéra
S fotbalem začínal v klubu ŠK SFM Senec, odkud v průběhu mládeže odešel nejprve do Interu Bratislava a následně do konkurenčního Slovanu Bratislava. Ve 16 letech byl na zkoušce v anglickém celku Liverpool FC.

### ŠK Slovan Bratislava
Před sezonou 2014/15 se propracoval do prvního mužstva, se kterým se na podzim 2014 představil ve skupinové fázi Evropské ligy UEFA 2014/15. Slovan byl nalosován do skupiny I, kde číhali soupeři SSC Neapol (Itálie), Young Boys Bern (Švýcarsko) a AC Sparta Praha (Česko). Klub skončil ve skupině bez bodu na čtvrtém místě a do jarního play-off nepostoupil. Svůj ligový debut v dresu Slovanu si odbyl v 19. kole hraném 30. listopadu 2014 proti Dukle Banská Bystrica (výhra 1:0), když v 93. minutě nahradil na hrací ploše Igora Žofčáka. V červnu 2016 byl na zkoušce v Baníku Ostrava z Česka, kde neuspěl.

### NK Zavrč (hostování)
V zimním přestupovém období ročníku 2015/16 odešel kvůli většímu hernímu vytížení na hostování do slovinského týmu NK Zavrč, kde však během celého svého působení neodehrál žádný ligový zápas.

### FK Senica (hostování)
V červenci 2017 zamířil ze Slovanu na půl roku hostovat do mužstva FK Senica. Ligový debut v senickém klubu absolvoval 30. 7. 2017 ve druhém kole v souboji s klubem MFK Ružomberok (prohra 0:4), odehrál celých 90 minut. Svůj první a zároveň jediný gól během celého působení vstřelil 12. srpna 2017 proti týmu MŠK Žilina (prohra 1:7), skóroval v 67. minutě z pokutového kopu. Na podzim 2017 za mužstvo nastoupil k šesti ligovým střetnutím.

### SV Haitzendorf
V lednu 2018 Slovan definitivně opustil a zamířil do klubu SV Haitzendorf z nižší rakouské ligy.

## Reprezentační kariéra
Filip Ďuriš působil v mládežnických reprezentacích Slovenska, nastupoval za výběry do 16, 17, 18 a 21 let.